# Brjanta
Brjanta (rusky Брянта) je řeka ve Amurské oblasti v Rusku. Je 317 km dlouhá. Povodí má rozlohu 14 100 km².

## Průběh toku
Pramení na svazích Stanového hřbetu a teče na jih po Hornozejské rovině. Ústí zprava do Zeji (povodí Amuru).

## Vodní stav
Zdrojem vody jsou převážně dešťové srážky.

## Využití
V povodí řeky se nachází naleziště zlata.